# Abdelaziz Belkhadem
Abdelaziz Belkhadem (nascut el 8 de novembre de 1945 a Aflou, Província de Laghouat, Algèria) (عبد العزيز بلخادم) és un polític algerià, actual Primer Ministre del seu país.
Va ser nomenat Primer Ministre el 24 de maig del 2006, en substitució d'Ahmed Ouyahia. Prèviament va ser President del Parlament algerià des de 1990 fins a 1991. Així mateix va ser Ministre de Relacions Exteriors des del 2000 fins al 2005.